# Masdschid-i Solaiman

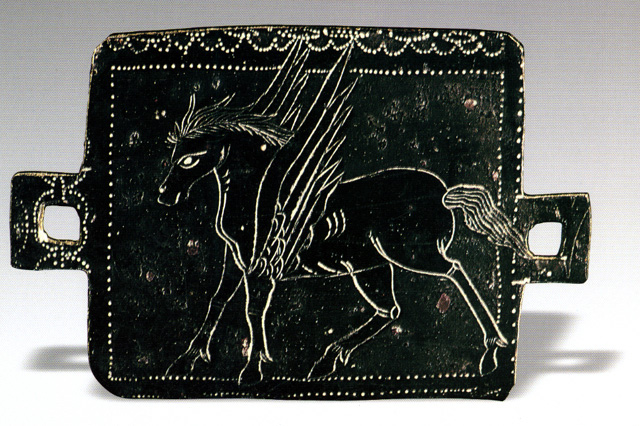
Bronzeplatte aus der Parther-Zeit mit einer Pegasusabbildung. In Masjid-i Solaiman ausgegraben

Masdschid-i Solaiman (Moschee des Salomo) ist ein archäologischer Fundplatz in der Stadt Masdsched Soleyman in Iran. Der Ort liegt ca. 40 km östlich von Schuschtar am Zāgros-Gebirge. Hier stand in seleukidischer und späterer Zeit ein großes Heiligtum auf einer Terrasse.
Die Steinterrasse ist ca. 54 × 91 m groß und hat eine unregelmäßige Form. Im Norden, Süden und Osten gab es Treppen, die auf die Terrasse führten, in deren Mitte der parthische und sassanidische große Tempel stand. Es gab sicherlich einen seleukidischen Vorgängerbau, aus dem zahlreiche hellenistische Reiterfiguren stammen. Nordwestlich dieses Tempels stand ein kleinerer Bau (ca. 8 × 17 m).
Der Fund einer Plakette mit einer Frauenbüste und einem Frauenkopf, das dem Bild der Athene ähnelt, gab Anlass zur Vermutung, dass im großen Tempel die Athene Hippia verehrt wurde. Bei Strabon (XVI.1.18) ist tatsächlich erwähnt, dass die Parther in dieser Gegend ein Athene-Heiligtum zerstörten. In dem kleinen Bau fanden sich die Reste einer Heraklesstatue. Deshalb vermutete Roman Ghirshman, der Ausgräber der Tempelanlage, dass hier dieser Gott verehrt wurde.
Nach der seleukidischen Zeit ist der Bau weiterhin als Heiligtum in Betrieb gewesen. Die Funktion dieser Anlage als Heiligtum erscheint sehr wahrscheinlich, ist jedoch nicht konkret gesichert.
Masdschid-i Solaiman lag wie der sakrale Komplex Barde-e Neschandah in der Elymais.